# Codola
Codola ( 'A Corola in dialetto locale) è una località amministrativamente divisa fra le città di Nocera Inferiore, Nocera Superiore, Castel San Giorgio e Roccapiemonte.

## Territorio
Sorge al centro dell'Agro nocerino-sarnese, ai piedi dei rilievi picentini del Torricchio e di Sant'Apollinare. La località è condivisa da quattro comuni: Nocera Inferiore (Codola-Torricchio, nel quartiere di Piedimonte-Pietraccetta); Castel San Giorgio (frazione di Trivio Codola); Nocera Superiore (frazione Starza); Roccapiemonte (San Pasquale di Codola). Ospita, inoltre, il Passo dell'Orco e un tratto del torrente Solofrana.

## Storia
Area semi-montuosa e rurale, è stata interessata per secoli dal Passo dell'Orco, che collegava Capua a Nuceria Alfaterna, come diramazione della Via Annia-Popilia (che continuava fino a Reggio). All'apice del passo sorge un mausoleo romano conosciuto come Campanile dell'Orco, oltre che diverse ville rustiche.
Inoltre sul monte Torricchio sorgevano delle cave di tufo grigio, che rifornivano la città di Nuceria.
Tra il tardo antico ed alto medioevo, l'attuale Codola corrispondeva ai locus di Popilii, nome ovviamente legato all'antica strada che dava verso Nobara e Uniano.
Nel corso del tempo è stata teatro dei vari spostamenti demografici, che hanno visto la nascita dei feudi di Fractanova, Apudmontem, con le loro corrispettive rocche, e successivamente della città di Nocera dei Pagani.
Tra il XV e XVI secolo, l'area fu divisa tra i feudi di Trivio, Lanzara, Casali di Rocca e Nocera.
Nel XVII secolo parte di Codola fu inglobata nel feudo, detto di Monticello. Acquistato dalla famiglia Alfano, lo rinominarono Castelluccio.
Nel XIX secolo la famiglia pugliese dei Lanzara-Del Balzo, costruì in questa località (nella parte che ricadeva nel territorio di Nocera Inferiore) uno dei palazzi di famiglia.
Nel 1858 fu costruita la Galleria dell'Orco, nel 1882 fu attivata la sua stazione.
Il nome della località è dovuta al monte Solano o Lano, che tocca i comuni di Roccapiemonte e di Nocera Superiore sul cui cocuzzolo vi sono i ruderi del castello di Apudmontem, visto da Nocera Inferiore ha la forma di una testuggine senza il guscio, la zona è chiamata "Codola" poiché i punti di confine tra i comuni è la coda della testuggine.

## Chiesa di San Pasquale
La chiesa, pur trovandosi al confine dei quattro comuni, ricade in quello di Roccapiemonte.
La prima notizia della Chiesa risale al 1642, per la lite fra i parroci di Lanzara di San Giorgio e dei Casali di Roccapiemonte, riguardo alla giurisdizione sulla Cappella di Santa Maria di Codola. Da ciò si evince che la chiesa è stata intitolata alla Madonna. La denominazione di San Pasquale è forse legata ai rapporti intercorsi tra la parrocchia ed i Padri francescani del vicino convento di Materdomini, il quale fino al 1986 pure rientrava nella giurisdizione di Casali.  Nel 1760 è chiamata della pietà della Codola.
La facciata con l'annesso campanile prospiciente il sagrato di forma curvilineo, si presenta semplice- L'unico elemento decorativo di pregio è il portale in piperno del XVII secolo che incornicia nella parte alta l'immagine di San Pasquale. L'interno, semplice a unica navata, fu ristrutturato nel 2008.

## La Stazione di Codola
Costruita nel 1882, in sostituzione della precedente a ridosso della Galleria dell'Orco, costruita nel 1861 e divenuta in seguito P. M. Bivio Nocera, è una delle tre stazioni del comune di Castel San Giorgio.

## Sport
Codola è sportivamente rappresentata dalla Polisportiva Olympia Sport Village, con sede nel comune di Nocera Inferiore, maggiormente attiva nel nuoto e nel calcio, con quest'ultima sezione milita nel campionato provinciale di Terza Categoria.